# Isosticta spinipes
Isosticta spinipes är en trollsländeart som först beskrevs av Selys 1885.  Isosticta spinipes ingår i släktet Isosticta och familjen Isostictidae. IUCN kategoriserar arten globalt som livskraftig. Inga underarter finns listade i Catalogue of Life.